# 배터리 관리 시스템
배터리 관리 시스템(BMS: battery management system)이란 전기자동차나 하이브리드 전기자동차의 이차전지의 전류, 전압, 온도 등 여러 가지 요소를 센서를 통하여 측정하여 배터리의 충전, 방전 상태와 잔여량을 제어하는 시스템으로 전기 자동차 내부의 기타 제어시스템과 연동하여 전지가 최적의 작동 환경을 만들도록 제어하는 시스템이다.

## BMS의 주요 기능
1. 배터리의 개별 셀의 상태 제어
2. 비상시 배터리를 분리
3. 통합된 배터리 내의 셀 매개 변수에 있는 불균형을 조정
4. 배터리의 충전 정보 제공
5. 배터리 상태에 대한 정보를 제공
6. 드라이버 디스플레이 및 경보에 대한 정보 제공
7. 배터리의 사용 기능 범위를 예측 (주행 가능 거리 등)
8. 통합된 배터리 셀의 충전을 위한 최적의 충전 알고리즘을 제공
9. 개개의 셀에 충전이 가능한 접근 수단 제공
10. 차량 주행 모드 변화에 대하여 대응

이외에도 BMS는 차량의 주행 모드에 맞는 전기 및 모터 제어 시스템을 제공하며 가속, 제동, 공회전 여부, 차량 운행 모드(전기차 모드, 하이브리드 모드)에 맞추어 배터리 성능을 조절한다.

## 같이 보기
- 충전기